# 大別列佐維齊亞

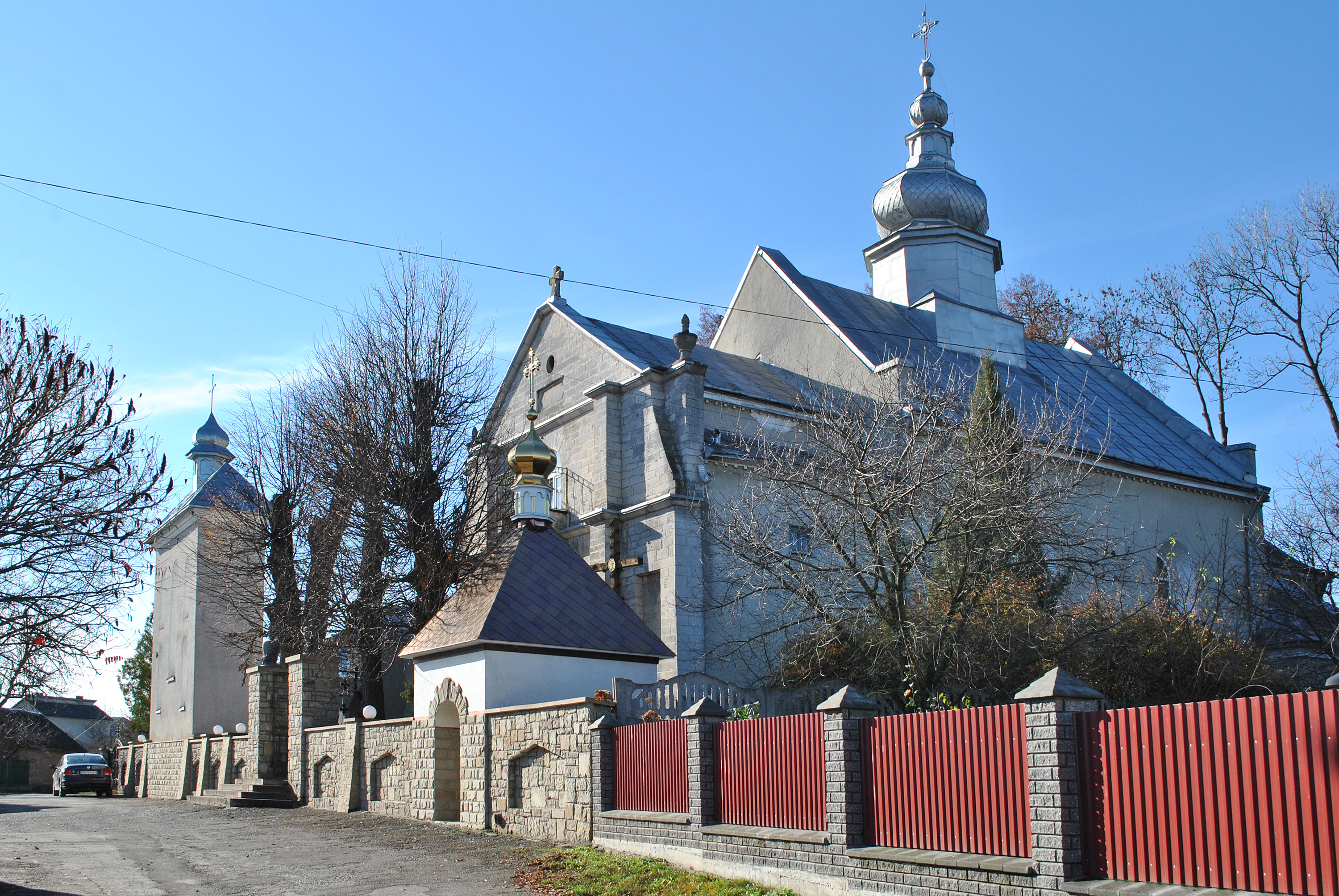
当地教堂

49°29′47″N 25°36′32″E / 49.49639°N 25.60889°E
大別列佐維齊亞（羅馬化：Velyka Berezovytsia）是烏克蘭西部捷爾諾波爾州捷爾諾波爾區大别列佐维齐亚市镇内的市級鎮及其行政中心。始建於1474年，面積24平方公里，海拔高度305米，2022年人口8,500，人口密度每平方公里270.96人。